# سقف أخضر

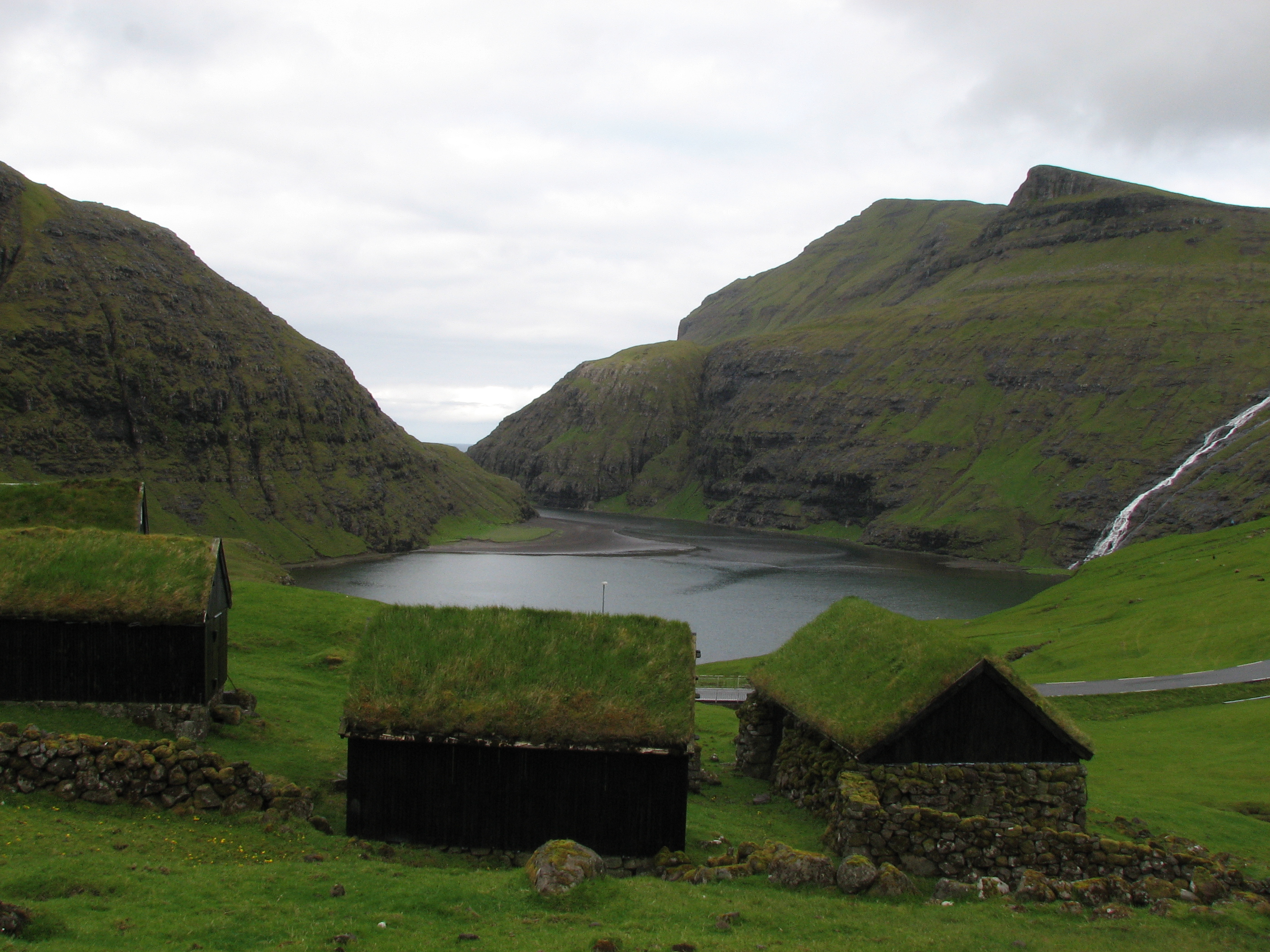
قرية فايكنج قديمة في جزر فارو في بحر النرويج.

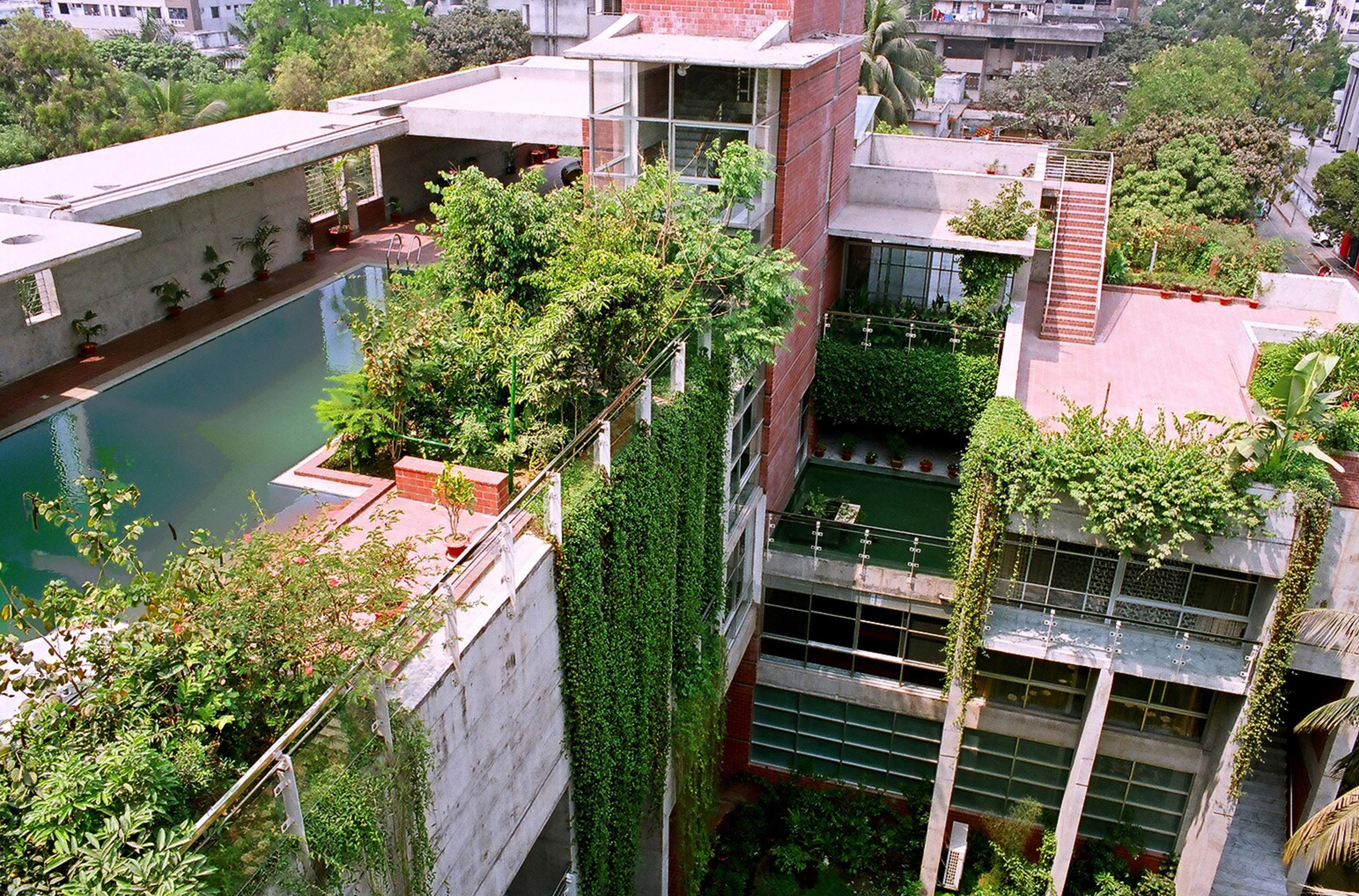
شقق بنتهاوس في بنغلادش.

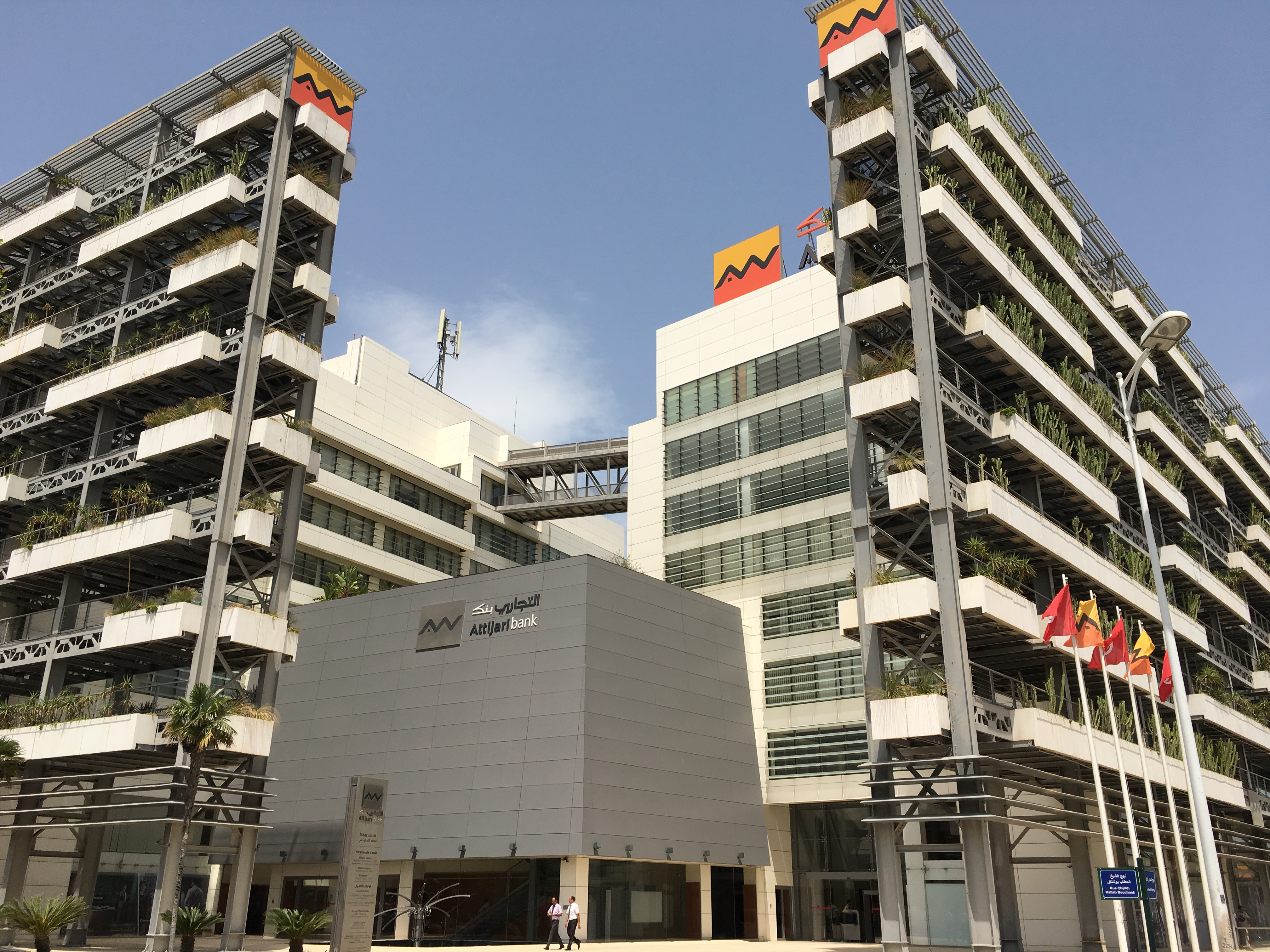
مقر التجاري بنك في تونس العاصمة.

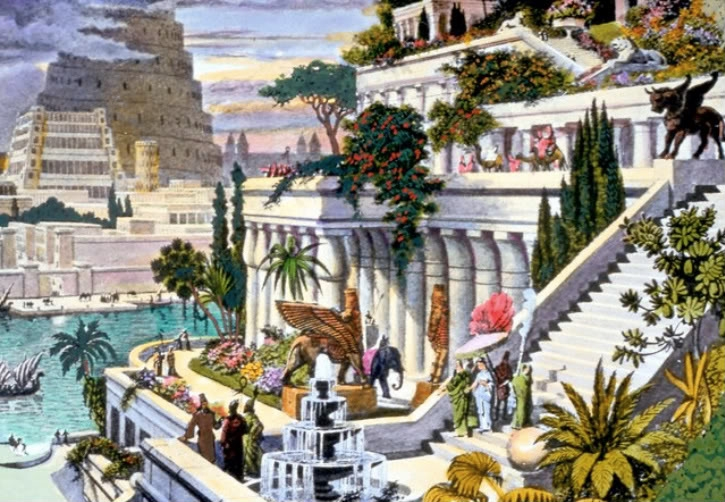
حدائق بابل المعلقة، إحدى عجائب الدنيا السبع.

السقف الأخضر (بالإنجليزية: Green roof)‏ سقف يُغطي سطح المبنى جزئيا أو كليا بالنباتات والتربة أو بمحاصيل. تزرع في غشاء لمنع تسرب المياه. قد يشمل ذلك أيضا طبقات اضافية كصرف المياه ونظام الري، السطوح التي يوجد عليها نباتات موجودة في أواني لا تعتبر عموما كسقف أخضر.أحد أقدم الأسقف الأمريكية في التاريخ هو الوجود في أعلى مركز روكفلر في مانهاتن، بُني في عام 1936.هذا السقف وضع كزينة دائمة ضمن مشروع يهدف إلى رفاهية عمال المركز، وبقي حتى يومنا هذا، رمم في عام 1986.

## تاريخ
تصنع الأسقف الخضراء الحديثة من نظام طبقات مدورس بعناية ويوضع فوق السطوح لدعم نمو البيئة والحياة النباتية، وهي ظاهرة جديدة نسبياً.على أي حال، الأسقف الخضراء أو الأسقف العشبية موجودة في شمالي إسكندنافيا منذ عقود. بدأ التيار الحديث لهذه الأسقف عندما طُورت الأسقف الخضراء في ألمانيا ستينيات القرن الماضي، ومن ذلك الوقت انتشرت في بقية البلدان.قُدر بأن حوالي 10% من كل الأسقف في ألمانيا قد أصبحت خضراء.

## حلول بيئية
يمثل السقف الأخضر حلولا ممتازة لتحسين البيئة، قادرة ليس فقط لخلق أماكن جديدة يمكن استخدامها بل وإعادة تأهيل المناطق الحضرية،
وأيضا الحد من احتياجات الطاقة للمباني، والتخفيف من آثار الملوثات وترويض العوامل المناخية (مثل تدفق المياه عاصفة والعواصف).
تعتبر الأسقف من مصادر زيادة الحرارة داخل المباني وذلك بسبب امتصاصها للحرارة ونقلها للداخل. نظرا لمسطحها الكبير نسبيا مقارنة بالواجهات في المباني متوسطة وقليلة الارتفاع ولتعرضها لأشعة الشمس شبه العمودية والمباشرة أثناء النهار. ولذلك يجب توفير الحماية من حرارة الإشعاع وخصوصا في الصيف.
وقد وجد أن إحدى الطرق التقليدية في الشرق الأوسط وهي تغطية السقف بطبقة من الطين تكون فعالة بدرجة كبيرة. فعند تغطية سقف خرساني سمكه 10 سنتيمتر بغطاء من طين سمكه 10 سم يمكن تقليل درجة الحرارة على السطح السفلي للسقف بمقدار 10 درجات مئوية، ويمكن زيادة هذا التأثير بزرع الطين بالعشب الأخضر الذي يعمل على تبريد الهواء فوق السقف وزيادة الرطوبة فوق سطح الخرسانة مما يعمل على زيادة عمرها بمنع التشقق الناتج عن التغييرات الكبيرة في درجات الحرارة. وهناك طرق عديدة لعزل الأسقف، ومنها
- بناء مظلات تعمل على تقليل كمية الحرارة الواصلة إلى السقف بنحو 70% ومن النوافذ بحوالي 30 %.
- تخزين القش أو التبن في أكياس على السقف، بحيث تعمل كعازل.
- زراعة الأسطح Roof garden للتقليل من استهلاك الطاقة حيث تقوم النباتات بعزل السقف، كما تعمل على تقليل التلوث (الكربون) بالهواء، كما وتسهم في تنقيته من الغبار، بالإضافة إلى أنها تمتص الضجيج وتوفر بيئة هادئة وتستفيد من مياه الأمطار في ري مكوناتها.

## الكلفة المادية
يكلف تصميم وتركيب نظام سقف أخضر شامل $108–248/متر2 ($10–23/قدم2) بينما يكلف نظام سقف أخضر كثيف $355–2368/متر2 ($33–220/قدم2)،على أي حال، بما أن معظم المواد المستخدمة لصناعة السقف الأخضر يمكن تعويضها لذلك تقدر عادة كلفة استبدال سقف أخضر بثلث الكلفة الأولية للتركيب.